# 塔米昂县
塔米昂县位于印度尼西亚亚齐特区东部，与北苏门答腊省接壤。该县面积为1,957.02平方公里，2010年人口普查为251,914人，2020年人口普查为294,356人；截至2021年中期官方估计总人口为297,522人。该县治所位于Karang Baru镇。